# Controles tipo tanque
Los controles de tanque o controles tipo tanque son un sistema de control utilizado en videojuegos mediante el cual los jugadores controlan el movimiento en relación con la posición del personaje del jugador, en lugar de la perspectiva de la cámara del juego.

## Sistema
En un juego con controles de tanque, presionar hacia arriba en el controlador del juego mueve al personaje en la dirección hacia la que mira, hacia abajo lo invierte y lo rota hacia izquierda y derecha. Esto difiere de muchos juegos, en los que los personajes se mueven en la dirección que los jugadores empujan desde la perspectiva de la cámara. El término "controles de tanques" proviene de los mecanismos de dirección de los tanques antiguos, que tenían que detenerse por completo antes de girar.
Los controles de tanques eran los más comunes en los juegos 3D de la década de 1990. Fueron popularizados por el survival horror de 1992, Alone in the Dark. Fue el control tipo tanque el utilizado por otros juegos que siguieron la estela de Alone in the Dark, como son Ecstatica y Doctor Hauzer, ambos de 1994 o Highlander: The Last of the MacLeods, de 1995 y exclusivo para Atari Jaguar CD. Otros juegos que usan controles tipo tanque fueron Grim Fandango y los primeros juegos de Resident Evil y Tomb Raider. Los controles del tanque permiten a los jugadores mantener una dirección cuando cambia el ángulo de la cámara. El diseñador de Grim Fandango, Tim Schafer, eligió el sistema porque permitía a los desarrolladores crear cortes de cámara "cinemáticos" sin alterar los controles. Shinji Mikami, el director del primer Resident Evil (1996), sintió que el uso de perspectivas de cámara fijas y controles de tanques hacía que el juego fuera más aterrador.
Una de las razones es porque en la época que se diseñaron dichos juegos aun no se implementaba el uso de Joysticks o palanca analógica en los controladores de videojuegos o mandos de las consolas, era más común realizar esto con una cruceta o botones de flechas. Después de que los mandos fueran actualizados con palancas o joysticks es cuando se empezó a modernizar el sistema de controles en los videojuegos de dichas franquicias y en general.

## Crítica
Los controles de los tanques han sido criticados por ser rígidos o engorrosos. Se han vuelto menos comunes con el tiempo y las cámaras móviles se han convertido en estándar para los juegos 3D. Las versiones remasterizadas de Grim Fandango, Resident Evil y Tomb Raider incluyen esquemas de control alternativos, y los juegos posteriores de Resident Evil y Tomb Raider descartaron los controles de tanque.